# Blepharis panduriformis
Blepharis panduriformis är en akantusväxtart som beskrevs av Gustav Lindau. Blepharis panduriformis ingår i släktet Blepharis och familjen akantusväxter. Inga underarter finns listade i Catalogue of Life.